# Wilfried Nathan Doualla
Wilfried Nathan Doualla (ur. 15 maja 2006) – kameruński piłkarz grający na pozycji pomocnika. Jest wychowankiem klubu Victoria United FC.

## Kariera klubowa
Swoją karierę piłkarską Doualla rozpoczął w klubie Victoria United FC. W 2023 roku zadebiutował w jego barwach w pierwszej lidze kameruńskiej.

## Kariera reprezentacyjna
W 2024 roku Doualla został powołany do reprezentacji Kamerunu na Puchar Narodów Afryki 2023. Nie wystąpił w nim w żadnym meczu.